# Apple News+
Эта статья — о службе Apple. Об одноимённой компании см. Apple Inc.
Apple News+ (произносится Apple News Plus) — сервис для чтения журналов и новостей.

## Возможности
- В подписке Apple News+ доступны более 300 популярных журналов, ведущих газет и электронных изданий.
- Apple News+ добавляет обширную коллекцию высококачественного контента от самых популярных и надёжных издателей к бесплатным материалам новостного приложения Apple News.
- По подписке Apple News+ доступны текущие и прошлые выпуски и отдельные статьи из таких журналов, как The Atlantic, Better Homes & Gardens, Bon Appétit, Condé Nast Traveler, ELLE, Entertainment Weekly, ESPN The Magazine, Esquire, Food & Wine, Good Housekeeping, GQ, Health, InStyle, Martha Stewart Living, National Geographic, New York Magazine, The New Yorker, O, The Oprah Magazine, Parents, People, Real Simple, Rolling Stone, Runner’s World, Sports Illustrated, TIME, Travel + Leisure, Vanity Fair, Vogue, WIRED и Woman’s Day.
- В Apple News+ журналы представлены с анимированными обложками, яркими фотографиями и удобной типографикой, специально оптимизированной для iPhone, iPad и Mac.
- Функция «Семейный доступ» даёт возможность шести членам семьи пользоваться одной подпиской на Apple News+.

## Доступность и стоимость
C момента запуска Apple News+ в марте 2019 года сервис доступен в США и Канаде, позже начал работать в Великобритании и Австралии.
Apple News+ доступна для iOS начиная с версии 12.2, а macOS — с версии 10.14.4.
Подписка на сервис Apple News+ составляет 9,99 долларов в месяц в США и 12,99 долларов в месяц в Канаде. Также можно оформить бесплатную подписку на один месяц, а по истечении пробного период она будет продлена автоматически.
Всем пользователям Apple News в США, Канаде, Великобритании и Австралии по-прежнему доступны бесплатные новости в приложении на iPhone, iPad и Mac, в том числе разделы Top Stories (Топ статей) и Trending Stories (Популярные статьи)